# Graurandiger Zwergspanner
Der Graurandige Zwergspanner (Idaea fuscovenosa), auch Buschflurspanner oder Gebüschflur-Kleinspanner genannt, ist ein Schmetterling (Nachtfalter) aus der Familie der Spanner (Geometridae).

## Merkmale
Die Falter haben eine Flügelspannweite von 14 bis 19 Millimeter. Die Vorderflügel sind relativ breit, der Hinterrand des Hinterflügels ist zwischen den mittleren Adern leicht konkav. Die Grundfarbe ist weißlich bis hellbraun. Der Costalrand kann der Grundfarbe entsprechen, ist jedoch häufiger graubraun auf der wurzelwärtigen Hälfte. Die innere und äußere Querlinie sind meist sehr deutlich ausgebildet, die Mittelbinde ist etwas breiter und verwaschener, ebenso die Wellenlinie. Innere und äußere Querlinie sowie die Mittelbinde enden am Costalrand in sehr deutlich ausgeprägten schwarzen Flecken. Die Diskalflecke sind schwarz und auf Vorder- und Hinterflügel praktisch immer vorhanden. Auf den Vorderflügeln liegen sie in der Mittelbinde oder leicht apikalwärts von der Mittelbinde. Auf den Hinterflügeln liegen sie dagegen deutlich wurzelwärts abgesetzt von der Mittelbinde. Häufig sind auch noch Saumflecke vorhanden.
Das Ei ist zunächst hellrot und wird kurz vor dem Schlüpfen der Eiraupen kräftig rot. Es ist an beiden Enden abgeplattet, die Außenseite ist mit einem regelmäßigen Netzmuster versehen.
Die Raupe ist schwarzbraun und mit gelben oder ockerfarbenen Flecken versehen. Sie ist verhältnismäßig kurz und wird zum Vorderende hin etwas dünner. Sie besitzt deutliche Einschnürungen und seitliche Kiele. Die Rückenlinie ist hellbraun und im hinteren Teil dunkel einfasst. Die mittleren Segmente weisen Rautenflecke auf. Die Bauchseite zeigt dagegen reihenförmig angeordnete, halbmondförmige, hellbraune Flecke.
Die Puppe ist rötlich braun und weist grünliche Flügelscheiden auf. Die Segmenteinschnitte sind dagegen etwas dunkler gefärbt, ebenso der Kremaster.

## Geographische Verbreitung und Habitat
Die Art ist in Mittel- und Südeuropa weit verbreitet. Sie ist aber meist nicht häufig und in Mitteleuropa sind die Vorkommen meist klein und verstreut. Im Norden reicht das Verbreitungsgebiet bis nach England und Irland, Dänemark, Südschweden und ins südliche Baltikum; im Westen von der Iberischen Halbinsel bis nach Kleinasien, die Ukraine, Südrussland und das Kaukasusgebiet. Sie kommt auch auf den großen Mittelmeerinseln Korsika, Sardinien und Sizilien vor. Auf Korsika wird die Nominatunterart durch die Unterart corsula Schawerda, 1929 vertreten. Frühere Berichte aus Nordafrika werden heute der Art Idaea bigladiata zugewiesen. Im Norden des Verbreitungsgebiets kommt die Art von Meereshöhe bis in etwa 500 Meter Höhe vor. In den Südalpen steigt sie auf 1000 Meter Höhe an, in Korsika bis auf 2000 Meter Höhe. Die Art ist xerothermophil, das heißt, sie bevorzugt trockene und warme Lebensräume. Im Norden des Verbreitungsgebietes ist sie gewöhnlich beschränkt auf sonnenexponierte Heckenreihen, trockene Wälder bzw. Waldränder, Grasflächen mit viel Moos, Gärten oder auch unkultiviertem Land.

## Phänologie und Lebensweise
Die Art ist univoltin, das heißt, es wird nur eine Generation im Jahr gebildet. Die Falter fliegen von Mitte Juni bis Mitte August. Sie ruhen tagsüber in Hecken und im Gras und können leicht aufgescheucht werden. Sie sind nachtaktiv und werden von künstlichen Lichtquellen angelockt. Die Raupen ernähren sich von verschiedenen Bäumen und Büschen sowie krautigen Pflanzen und Moosen, wobei sie abgefallene Blätter und verwelktes Pflanzenmaterial bevorzugen. Nachgewiesen sind Eichen (Quercus) und Rhytidiadelphus triquetrus (Großes Kranzmoos). In der Zucht fressen sie aber auch trockne Blätter von Schlehdorn (Prunus spinosa), Acker-Gauchheil (Anagallis arvensis), Löwenzahn (Taraxacum officinale), Brombeeren (Rubus fruticosus agg.), Vogelknöterich (Polygonum aviculare), Labkräuter (Galium), Ampfer (Rumex), Thymiane (Thymus), Gartensalat (Lactuca sativa), Weiden (Salix) und Gemeine Schafgarbe (Achillea millefolium). Die Raupen wachsen sehr langsam und überwintern. Sie verpuppen sich im Mai des darauf folgenden Jahres.

## Systematik
Die Art wurde von Johann August Ephraim Goeze 1781 unter dem Namen Phalaena Geometra fuscovenosa erstmals wissenschaftlich beschrieben. Einige Falschschreibungen in der Literatur (z. B. fusciovenosa und fuscovenosata) sind nicht verfügbar im Sinne der Zoologischen Nomenklatur (nomina nulla = „Nicht-Namen“).

## Gefährdung
Die Art gilt in Deutschland als nicht gefährdet. Lediglich der Stadtstaat Hamburg verzeichnet die Art in der Kategorie 2 (stark gefährdet), das Saarland in Kategorie 3 (gefährdet). In Bayern und Niedersachsen wird die Art als potenziell gefährdet eingestuft, sollte die Lebensraumzerstörung weiter fortschreiten.